# سد زیمپان
سد زیمپان (به اسپانیایی: Presa Zimapán) یک سد قوسی و نیروگاه برقابی در مکزیک است.